# El baile de la vida
El baile de la vida fue una telenovela colombiana producida en 2005 por Caracol Televisión. Estuvo protagonizada por Zharick León y Robinson Díaz, con las participaciones antagónicas de Martha Osorio, Diego Cadavid y Ana Mazhari. La telenovela fue conocida hasta su inicio promociones como La Orquesta.

## Sinopsis
La historia se desarrolla en torno a la música, especialmente en la orquesta Sentimiento, grupo musical de mediados del Siglo XX, que toca porro y merengue, entre otros ritmos de la época. 
Siete músicos, siete vidas y siete conflictos girarán en torno a una orquesta y al son de la música de baile. El profundo rencor de Ricardo Zambrano (Diego Cadavid) hacia la vida, y el amor entre Lina (Zharick Leon) y César (Robinson Díaz) marcará la trama de esta historia.
Son los años 50 y Bogotá vive la época de los salones de baile, de las agrupaciones de gran formato, de los sonidos del porro (variante de la cumbia), la gaita, el merecumbé, entre otros estilos musicales que dieron fuerza a grandes compositores colombianos.
Un grupo de desesperados perdedores conformará la orquesta "Sentimiento", pero para llegar a ese armonía tendrá que experimentar las más extremas emociones y dejar atrás los odios que se tienen entre sí. Los personajes de esta novela caminarán por los senderos de la locura, la maldad, el amor y el deseo de poder.
Siete músicos, siete vidas y siete conflictos se entrecruzan constantemente para crear una narración en la que siempre está pasando algo y donde la música es el factor que unifica sus destinos.
Cuando están a punto de hundirse en la desesperanza, la propuesta de uno de ellos para formar una orquesta de música tropical se les presenta como la tabla de salvación para sus vidas.
Ricardo Zambrano antagonista de la historia narrará la historia de los desesperados músicos, que nos mostrarán la verdadera condición humana en la médula de la orquesta "Sentimiento", a la que llegaron sin ninguna alternativa de vida.
Ellos encuentran en la música la forma perfecta para expresar todos los sentimientos que guardan en medio de sus almas, sus ambiguas historias de vida, de amores imposibles y gritos desesperados que llegan como dardos a oídos sordos y sin pasión; los brillos de notas musicales que desnudan el espíritu de los personajes en cada tonada y nos exponen descarnadamente los más oscuros sentimientos.

## Elenco
- Robinson Díaz - César Zambrano
- Zharick León - Lina Forero
- Diego Cadavid - Ricardo Zambrano
- Luly Bossa - Clara Ordóñez
- Catalina Aristizábal - Omaira Zambrano
- Sandra Hernández - Carmenza Angarita
- Juan Sebastian Caicedo - Román Zambrano
- Fernando Solórzano - Marcos Benítez
- Martha Osorio - Gloria Angarita
- Henry Castillo - Óscar Guerrero
- Xilena Aycardi - Renata Angarita
- Jorge López - Parmenio Aguirre
- María Cristina Pimiento - Jéssica Ortiz
- Humberto Dorado - Don Leonardo Angarita
- Germán Quintero - Don Tito Ortiz
- Juan Pablo Franco - Antonio Garzón
- Ana Mazhari - Esther Dupont
- Alfredo Cuéllar - Carlos Flórez
- Daniel Rocha - Padre Canuto
- Alexandra Restrepo - Marina
- Alina Lozano - Inés de Angarita
- Guillermo Gálvez - Abogado Raúl Osorio
- Luis Fernando Orozco - Don Anatolio
- Jaime Barbini - Don Aristarco
- José Rojas - Gonzalo Garnica
- Marlon Moreno - Marcelo
- José Saldarriaga - Cura
- Fernando Corredor - Doctor Meneses
- Harold Córdoba - Teniente Márquez de la Policía
- Linda Lucía Callejas - Marcela Piedrahita
- Fernando Arango - Rapiña
- Gilberto Ramírez - Señor Muñoz
- Freddy Ordóñez - Rin-Rin
- Carlos Serrato - Ventura España
- Marco Antonio López - Doctor Pacheco
- María Eugenia Dávila - Adelina
- Juan Camilo Ospina
- Los Tupamaros

## Datos
- La telenovela fracasó en índice de audiencia debido a varios factores. El primero de ellos fue el constante cambio de horario por parte de Caracol Televisión, ya que en menos de 6 meses la teleserie había ocupado todos los horarios del prime time colombiano. El segundo de ellos fue la expectativa del público, el cual esperaba algo similar a La saga, pero diferente a la vez, lo cual era casi imposible de producir. El último pero no menos importante fue la gran similitud a esta última telenovela. Primero que nada, la participación de muchos actores que hicieron parte de ésta y segundo, la truculencia de El Baile de la Vida hacía que se asemejara mucho a La Saga, por lo cual la audiencia dejó de verla.
- Robinson Díaz y Diego Cadavid volvieron a protagonizar una telenovela. Antes habían participado juntos en La Saga de la mano del mismo director, Juan Carlos Villamizar.
- Esta telenovela significó la última participación televisiva de Ana Mazhari. Por el contrario, ésta fue la segunda aparición en telenovela de la joven actriz Ma. Cristina Pimiento.
- Cada episodio es interrumpido por una canción de antaño interpretada por el elenco o por los cantantes originales.

## Música Original
La dirección musical y la música original estuvieron a cargo del autor Jimmy Pulido, pues ya tenía experiencia con Juan Carlos Villamizar, con quien trabajó en La saga, negocio de familia.

Los temas originales de la telenovela fueron los siguientes:
- Ya te conozco: Tema de entrada interpretado por Paula González. Es una canción del ritmo del porro y tiene una duración de 3:01 minutos.
- Semilla de Odio: Tema interpretado por Luly Bossa muy a menudo en la teleserie. Es un bolero de 2:46 minutos de duración.
- Veneno: Tema también interpretado por Luly Bossa. Su ritmo también es el bolero y su duración es de 3:32 minutos.
- Mosaico Tupamaros: Es un mosaico de gaitas interpretado por la Orquesta "Los Tupamaros". Su duración es de 4:22 minutos.

## El Baile de la Vida: El CD
Debido a su gran variedad musical, la telenovela lanzó un CD, integrado por 4 temas originales compuestos por Jimmy Pulido, los cuales son "Ya te conozco" interpretado por Paula González, "Semilla de Odio" y "Veneno" ambos interpretados por Luly Bossa, y además un mosaico de gaitas interpretado por La Orquesta Los Tupamaros. Aparte de estos cuatro temas, cuenta con muchas canciones cincuenteras del ritmo de los porros, las gaitas, los boleros, entre otros. El CD fue editado por Discos Fuentes.

## Ficha Técnica
- Libretos: Dago García, Paola Cázares, Paola Arias y Jhonny Ortiz.
- Productor Ejecutivo: Juan Andrés Flórez
- Productor de Campo: John Jairo Bermúdez y Henry Duque
- Edición: Claudia Acevedo
- Script: Luz Ángela Hernández y Diana Rocío Restrepo
- Dirección de Fotografía: Germán Plata y Javier Garzón
- Dirección de Arte: Guarnizo y Lizarralde
- Director Musical y Música Original: Jimmy Pulido
- Asistente de Dirección: Tatela González
- Director Asistente: Catalina Hernández
- Director Segunda Unidad: Juan Carlos Delgado y Santiago Vargas
- Dirección General: Juan Carlos Villamizar Delgado
- Escrita y Producida por: Dago García

## Lanzamiento Internacional
- Ecuador - Telerama (12 de julio de 2010 a las 6:00 p. m.)
- Venezuela - Venevisión (25 de octubre de 2005 a las 10:30 p. m.) y TVes (3 de mayo de 2011 a las 9:00 p. m.)
- España - Localia (12 de noviembre de 2006 a las 2:30 p. m.)
- Panamá - TVO (5 de noviembre de 2007 a las 9:00 p. m.)
- Cuba - Multivisión (1:00 a. m.)
- Bolivia - Bolivisión
- Estados Unidos - Gentv
- Guatemala - TeleOnce
- Nicaragua - Retensa Canal 4
- Colombia - Novelas Caracol (24 de septiembre de 2015 a las 5:00 a. m.) Repetición

## Premios y nominaciones

### Premios Talento Caracol
| Año  | Categoría              | Nominado        | Resultado |
| ---- | ---------------------- | --------------- | --------- |
| 2006 | Mejor actor revelación | Alfredo Cuéllar | Ganador   |